# Ciconia maguari
La cicogna maguari (Ciconia maguari, Gmelin 1789) è un uccello della famiglia dei Ciconiidae dell'ordine dei Ciconiiformi.

## Sistematica
Ciconia maguari non ha sottospecie, è monotipica.

## Distribuzione e habitat
Vive in Argentina, Bolivia, Brasile, Colombia, Guyana francese, Guyana, Paraguay, Suriname, Uruguay e Venezuela. È una visitatrice occasionale di Cile, Trinidad, Isole Falkland e, forse, del Perù. I suoi habitat sono le praterie inondate temperate e tropicali, le paludi e le aree da pascolo.

## Descrizione
Più grande della cicogna bianca (Ciconia ciconia), è lunga 110–120 cm e il maschio può raggiungere i 4,2 kg di peso; le femmine, più piccole, pesano 3,8 kg.